# Gregor von Narek

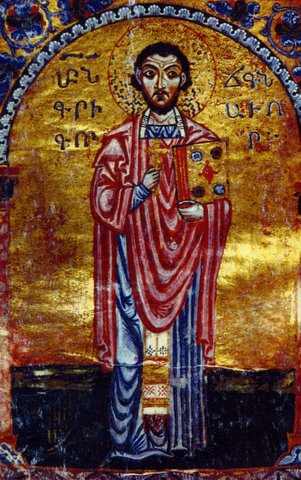
Heiliger Gregor von Narek

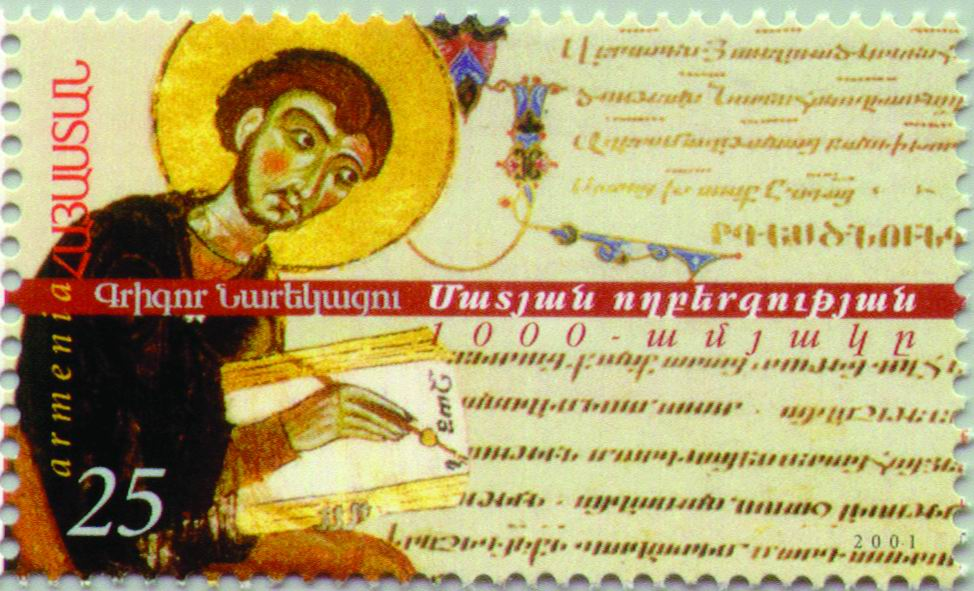
Gregor von Narek auf einer armenischen Briefmarke von 2001

Gregor von Narek (auch Grigor von Narek oder Grigor Narekatsi; armenisch Գրիգոր Նարեկացի; * 951; † 1003) war ein armenischer Mönch, Mystiker und Schriftsteller aus dem Königreich Vaspurakan. Papst Franziskus erhob Gregor von Narek bei den Feiern zum Gedenken an den Völkermord an den Armeniern am 12. April 2015 zum 36. Kirchenlehrer der römisch-katholischen Kirche. Am 2. Februar 2021 wurde sein Gedenktag in den Römischen Generalkalender aufgenommen.

## Leben
Gregor war der Sohn des späteren Bischofs Chosrov Andzevatsi (Chosroes Magnus) und wurde um 950 in dem kleinen armenischen Dorf Narek beim Vansee geboren, das heute in der Türkei liegt. Da er früh seine Mutter verlor, wurde er von seinem Onkel mütterlicherseits, Anania von Narek, seinem Lehrer, aufgezogen. In jungen Jahren trat er in das Kloster Narekawank am Vansee ein, wo er den größten Teil seines Lebens verbrachte und die Höhlen von Van, urartäische Grabanlagen, zum Gebet nutzte. Wie seine beiden Brüder wurde Gregor schon im frühen Jugendalter Mönch und mit 25 Jahren Priester. Er lehrte und verfasste bedeutende Schriften über Musik, Astronomie, Geometrie, Mathematik, Literatur und Theologie. Nach seiner Priesterweihe übernahm er das Amt des Abts. Gregor starb im Jahr 1005 und wurde in seinem Kloster beigesetzt, das weitere 900 Jahre bestand. Im Zug des Völkermords an den Armeniern 1915 wurde das Kloster mit dem Grab des von den Armeniern verehrten Heiligen durch die osmanische Armee verwüstet.

## Werke
Gregor von Narek war ein gebildeter Mönch, der sich sowohl in den griechischen Wissenschaften als auch in der armenischen Literatur auskannte. Er verfasste religiöse Schriften, die aus mystischem Erleben schöpften, zum Beispiel eine Interpretation des Hohen Liedes. Er vertrat die Ansicht, das wahre Ziel des Lebens sei, mit Gottes Wesen zu verschmelzen. Neben Mesrop Maschtoz, Eznik von Kolb, Nerses Schnorhali, Khatschatur von Taron und Nerses von Lambron ist Gregor von Narek einer der Väter der armenischen Liturgie.
Sein Hauptwerk, das Buch der Klagelieder (Kurzname: Narek), gilt als herausragendes Werk mittelalterlicher armenischer Dichtkunst. 1984 verwendete es der deutsch-russische Komponist Alfred Schnittke in seinem Chorkonzert als Textgrundlage.
Noch heute wird Gregors Gebetbuch Narek von gläubigen Armeniern viel gelesen. Wegen seiner Bedeutung für die Theologie und Frömmigkeit gilt Gregor in der Armenischen Kirche bereits seit langem als Kirchenlehrer.

## Gedenktag
- 27. Februar im Calendarium Romanum Generale[5]

## Ausgewählte Werke
- Meknowt’iwn ergergoci, um 977
- Matean olbergowt’ean (= Gebetbuch Narek), 1002: Grégoire de Narek: Tragédie: Matean olbergut'ean: le livre de lamentation. Ed. par Annie Mahé – Jean-Pierre Mahé (Corpus Scriptorum Christianorum Orientalium. Subsidia 106). Peeters, Leuven 2000. ISBN 978-90-429-0895-6.